# Singapore Masters
Singapore Masters — пригласительный снукерный турнир, проходивший в 80-х годах в Сингапуре.
Турнир был проведён при поддержке Бэрри Хирна и его организации Matchroom, а спонсором стала компания Camus. В этом соревновании участвовали как профессиональные снукеристы, так и местные любители. Первый турнир прошёл в 1984 году, а победа по итогам группового этапа досталась Терри Гриффитсу. В следующий раз Singapore Masters был проведён по системе нокаут-раунда, а чемпионом стал Стив Дэвис, обыгравший в финале прошлогоднего победителя. 
Этот турнир, как и многие другие подобного типа, не входил в список официального сезона мэйн-тура.

## Победители
| Год  | Чемпион        | Финалист       | Счёт | Сезон   |
| ---- | -------------- | -------------- | ---- | ------- |
| 1984 | Терри Гриффитс | Стив Дэвис     | —    | 1984/85 |
| 1985 | Стив Дэвис     | Терри Гриффитс | 6:3  | 1985/86 |